# 塔克·卡尔森采访弗拉基米尔·普京
《弗拉基米爾·普京專訪》（英語：The Vladimir Putin Interview），是一場由美國政治評論員塔克·卡森主持的俄羅斯總統弗拉基米爾·普京電視專訪。2024年2月8日，卡森通過自己的網路平台塔克·卡森新聞網和Twitter發佈此專訪。這是普京在2022年2月發動烏克蘭入侵後，第一次和美國媒體對話。全長127分鐘。
BBC和《美杜莎報》評論指，儘管卡森承諾提出尖銳問題，但他並沒有向普京問及俄羅斯在布查和馬里烏波爾的戰爭罪行以及俄罗斯反对派领袖阿列克謝·納瓦爾尼，而普京在專訪中只重復他對俄羅斯和烏克蘭歷史以及其他觀點的看法。

## 背景
卡森是美國政治評論員，以推廣陰謀論而見稱。卡森經常為普京辯護，並散佈有利於克里姆林宮關於俄羅斯入侵烏克蘭的虛假訊息。從2016年到2023年，卡森在霍士新聞主持一檔名為《塔克·卡森今夜秀》的脫口秀節目，受到親唐納德·川普人士以及保守派歡迎。他在節目裡對乌克兰政府和烏克蘭總統弗拉基米尔·泽连斯基大加抨擊，說澤連斯基是「獨裁者」。2023年4月，霍士新聞將其解僱。他之後在Twitter上開了一檔新節目，名叫《Tucker On Twitter》（後改名為Tucker On X）。他在第一集就指控烏克蘭炸毀卡霍夫卡水壩。卡森稱2021年以及2023年9月嘗試與普京進行訪問，但被美國國家安全局阻截，美國白宮發言人於2024年否認有關阻止採訪的指控。
普京任俄总统期間嚴厲限制新聞自由。2023年3月，俄罗斯政府以間諜罪名監禁美國《華爾街日報》記者埃文·格什科維奇。自從俄羅斯入侵烏克蘭以來，普京沒有接受過任何西方記者的訪問。
據《消息报》的報導指，卡森經土耳其轉機於2月3日抵達俄羅斯。卡森在莫斯科的出現引起俄羅斯官媒的關注，並引發他將與普京進行專訪的猜測。卡森出現在莫斯科大劇院，觀看芭蕾舞劇《斯巴達克斯》的演出。據俄罗斯总统新聞秘書德米特里·佩斯科夫透露，卡森於2月6日和普京進行專訪。
卡森表示，為錄製專訪，他在克里姆林宮待了五個小時，而普京則遲到兩個小時。普京和卡森的對話至少以三次不同的形式發佈：首先是普京的言論被引用，然後媒體通知讀者訪談的文字版已經出現在克里姆林宮的網站上，最後發佈完整的俄語版本。2月9日早上，塔斯社開始轉播專訪的錄音。
《旗语新闻社》雜誌報導指，卡森除了訪問普京外，亦與揭發稜鏡計劃的逃亡俄羅斯美國通緝犯愛德華·斯諾登以及2020年指控美国总统乔·拜登性侵的塔拉·里德會面。但卡森否認有上述計劃。

## 專訪內容
專訪一開始，卡森就問普京為何發動對烏克蘭的戰爭。普京花了半小時回答，講述他對東歐歷史的觀點，從9世紀基輔羅斯的建立說起，談及很多關於俄羅斯歷史和其跟烏克蘭的關係。他聲稱立陶宛大公國其實是「……立陶宛-俄羅斯公國，因為那裡有很多俄羅斯人。」他宣稱烏克蘭的南部和東部地區「跟他（烏克蘭）沒有歷史關係」，稱烏克蘭是根據苏共中央总书记史太林個人意志，將西烏克蘭、比萨拉比亚和北布科维纳生拼硬凑入烏克蘭蘇維埃社會主義共和國而成的人造國家。普京還指責波蘭在1939年被納粹德國和蘇聯侵略之前「跟希特勒勾結」。他說波蘭惹怒了納粹德國，因為波蘭人「太不識相」，不肯讓出波蘭的領土給希特勒。
普京向卡森指控烏克蘭和西方，聲稱是他們逼使俄羅斯在2022年入侵烏克蘭。他也要求美國改變態度，並說俄羅斯願意和平談判。
普京稱，他在2000年代初擔任俄羅斯總統時，曾努力改善與西方的關係，甚至向美國總統比爾·克林頓提出俄羅斯是否有可能加入北約的問題，但得到否定的答案。他在專訪中表示對北約違反不再東擴的承諾感到失望。他說，這種事已經發生了五次。
普京回顧俄羅斯和西方關係惡化的緣由，指責北約東擴和烏克蘭意欲加入北約是導致衝突的根源。他還說，2014年烏克蘭發生的「基輔政變」和其不遵守《明斯克協議》是觸發這場戰爭的因素。
普京還表示，他願意將被俄羅斯佔領的頓涅茨克州和盧甘斯克州領土歸還烏克蘭。他說，他本希望該地區能夠逐步回歸烏克蘭，但指責基輔想要用武力解決問題。普京堅稱，這場戰爭不是俄羅斯所發動，而是烏克蘭挑起的，「他們轟炸頓巴斯已經八年了」。他認為，和平談判曾經非常接近成功，雙方的立場幾乎達成一致，而《伊斯坦布爾協議》本可以結束戰爭，可惜被美國和英國首相約翰遜的干涉所破壞。普京要求美國改變其態度，並表示俄羅斯願意對話，但沒有說明具體的要求。
當普京被問及俄羅斯是否已經實現其戰爭目標時，他回答：「沒有。我們還沒有實現我們的目標，因為其中之一就是去納粹化。」當卡森詢問普京是否會對俄羅斯目前佔領的烏克蘭領土感到滿意時，普京拒絕回應，並重復先前的回答。
此外普京諷刺加拿大國會，於2023年邀請一名移居加拿大烏克蘭老兵，並獲國會全場拍手支持，但卻在事後揭發，他是一名第二次世界大戰納粹德國軍人。他亦稱讚伊隆·馬斯克是一名相當聰明的人士，必需要與他打交道。
普京指責美國違反「北溪」協議，聲稱2022年北溪天然气管道泄漏事件「中情局沒有不在場證明」。他引用詩人米哈伊爾·萊蒙托夫的一句話來形容俄羅斯、烏克蘭和西方的關係：「如果不是那麼悲傷的話，這一切都會很有趣。」普京表示，儘管烏克蘭「無休止的動員」和內部問題，最終還是會達成協議。當被問及為什麼他不和拜登溝通，也不對烏克蘭問題做出決定時，普京回答：「那裡有什麼好決定的？」。他呼籲停止向烏克蘭提供武器，並指出，如果這樣做，戰爭將在幾週內結束。
普京在回答卡森關於俄羅斯是否可能攻擊波蘭的問題時表示，這種情況只有在波蘭發動侵略的情況下才會發生。他強調，俄羅斯沒有必要干涉其他國家的事務，強調戰事不會延伸至波蘭和拉脫維亞，因為它在那裡沒有自己的利益。普京認為西方國家真正威脅不是俄羅斯，而是中国。因為俄羅斯只有1億5千萬多人口，但是中國卻有14億人口。
卡森希望俄羅斯能「表示善意」，讓被捕的記者格什科維奇返回美國，但普京說他的「善意」已經耗盡，抱怨西方缺乏互惠的友好關係。
當卡森問普京是否願意對北約說：「恭喜，你們贏了，讓我們維持現狀吧」時，普京回答：「這件事要談判才行，可是沒人想和我們談，或者說，他們想談，但不知道怎麼開口。我知道他們想要什麼，我看得很清楚，我也知道他們想要什麼，可是他們就是不知道該怎麼辦。」
專訪持續了兩個多小時。

## 反應
2月6日，卡森透露他將要訪問普京，但他卻錯誤地宣稱在這場戰爭中，沒有其他國家的記者「願意訪問」普京，並稱「大部分美國人都不清楚普京為何攻打烏克蘭」。這讓一些美國和歐洲的記者感到不滿，他們表示他們曾多次向普京提出訪問要求，但都被拒絕，有些人甚至被驅逐出俄羅斯。他們也提到，普京的演說在美國媒體上已經被廣泛報導。克里姆林宮發言人佩斯科夫說，卡森能夠訪問普京是因為「他的觀點不同」，他說：「他不是偏袒俄羅斯或烏克蘭，他是親美。他的觀點與傳統的盎格魯-撒克遜媒體有很大的差別。」
卡森在與普京專訪過後，說普京很聰明，還說西方拒絕俄羅斯「讓俄羅斯總統很受傷」。他認為，俄羅斯不想擴張，因為它已經「夠大了」，而「掌管國務院意識形態的騙子」想要把普京當成阿道夫·希特勒。卡森還說，俄羅斯不會為了和烏克蘭達成和平協議而放棄克里米亞。
俄羅斯前總統德米特里·梅德韋傑夫說，普京「很清楚很詳細地告訴了西方，為什麼根本沒有烏克蘭，也不會有。卡森沒有畏懼，也沒有退讓。」Telegram頻道《Rybar》說，這次談話像炸彈一樣轟動。頻道的作者說，這次訪談是早就安排好的，還提到了「有深意的暗示和引用」。
俄羅斯的宣傳大力宣揚普京在專訪中之觀點。專訪發佈後的13小時內，社交網絡Twitter上的影片就有超過1億人看過。
前美國國會議員和CNN評論員亞當·金辛格稱卡森為「叛徒」，而美國總統候選人小羅伯特·肯尼迪稱支持他與普京進行訪談的權利。
美國前第一夫人希拉莉·克林頓於訪問片段公開前接受MSNBC訪問，稱卡森為有用的白痴，並稱卡森出訪成為了普京的第五縱隊。
比利時前首相居伊·伏思達認為，如果卡森繼續替普京的言論背書，歐盟應該限制他出入境。不過，歐盟外交與安全政策高級代表何塞普·博雷利的發言人斯塔諾表示，歐盟並沒有打算對卡森採取任何制裁措施，即使馬斯克等人呼籲這麼做。
波蘭外交部發表官方聲明，駁斥普京關於烏克蘭境內設立北約基地以及2014年莫斯科因克里米亞處於危險之中而被迫保衛的說法。而面對普京指波蘭與納粹德國合作的說法，波蘭外交部強調：「第二次世界大戰前，波蘭試圖與德國保持睦鄰關係。但波蘭不存在加入與希特拉相關的任何軍事聯盟問題。」
烏克蘭總統辦公室主任顧問米哈伊洛·波多利亞克表示，普京的任何言論都不能抹殺俄羅斯襲擊烏克蘭、發動種族滅絕並犯下戰爭罪行的事實。他稱專訪沒有作用，不會對全球政治進程有任何影響。他形容「卡森向一名食人族做出承諾，食人族說他有權殺死兒童。」
蒙古前總統查希亞金·額勒貝格道爾吉在X上發佈一張13世紀包含俄罗斯和乌克兰领土的蒙古帝國的地圖，他說：「別擔心。我們是一個和平、自由的國家」。

## 評論
《獨立報》引用英國的宣傳專家加納的評論。他表示，這次專訪沒有「任何新意」，只是「一連串精心安排的問題，讓普京向美國人抱怨他對歷史不公和歪曲」。
加拿大專欄作家伊凡·所羅門認為這次採訪比喻為「政治超級碗」，認為國際輿論對烏克蘭支持減少下，俄羅斯在比賽中取得領先。美國旅居巴西保守派評論家葛倫·葛林華德認為，從影片可以看出美國自由派已經變得多麼精神錯亂、專制和壓制。
普京對被俄羅斯關押的《華爾街日報》記者格什科維奇的言論引起了西方媒體的注意。包括《華爾街日報》、《紐約時報》、《政客》、CNN、BBC、美聯社和《金融時報》在內的媒體都加以報導。西方媒體（路透社、《明鏡周刊》和《世界報》）還關注普京稱俄羅斯會為自己的利益奮鬥到底，但不想把戰火漫延到波蘭和拉脫維亞的言論。還有彭博社、《衛報》和《華盛頓郵報》等媒體，引用普京稱西方給烏克蘭送武器的言論。
《華爾街日報》評論指，卡森在「關鍵時刻」發佈與普京的專訪。該報提到，由於美國國內政治分歧，數十億美元的對烏克蘭援助被在國會被卡住，而俄羅斯軍隊在戰場上不斷推進，烏克蘭軍隊則面臨彈藥和武器的嚴重匱乏問題。該報認為，這次專訪給俄羅斯總統一個加強國內威信的機會。《紐約時報》認為，卡森讓普京有機會向外界展示俄羅斯是「傳統價值」的捍衛者，並且他對烏克蘭達成和平協議的呼籲是他試圖直接向美國保守派發出的信號，因為他們反對繼續支持烏克蘭。佩斯科夫說，西方會仔細分析普京和卡森的專訪，而克里姆林宮沒有事先安排問題。在專訪發佈後，總統辦公室收到「幾十個請求」與普京進行訪談的國際媒體。
BBC和《美杜莎報》評論指，儘管卡森承諾會問一些尖銳問題，但他卻沒有問普京關於俄羅斯在布查和馬里烏波爾的戰爭罪行，也沒有問到關於受害者、損失、破壞，以及俄羅斯的內部情況和對公民社會的壓力。獨立俄羅斯媒體注意到普京專訪中的謬誤和不準確之處，以及俄羅斯宣傳是如何報導這一事件的。例如，「雨」電視台報導指，俄羅斯總統聲稱是澤連斯基的父親亞歷山大·澤連斯基，而不是祖父謝苗·澤連斯基「與法西斯作戰」，但他是在1947年出生的，也就是二戰結束後的兩年。